# Batalha do Nive
A Batalha do Nive (9 a 13 de dezembro de 1813) foi travada no final da Guerra Peninsular. Os exércitos Anglo-Luso e Espanhol sob o comando de Arthur Wellesley, Marquês de Wellington derrotaram o exército francês do Marechal Nicolas Soult em uma série de batalhas perto da cidade de Bayonne.
Excepcionalmente, para a maior parte da batalha, Wellington permaneceu com a Reserva delegando o comando aos mais experientes tenente-generais Rowland Hill e John Hope.